# Patrick Baudry
Patrick Pierre Roger Baudry (Duala, 6 de março de 1946) é um Tenente Coronel da Força Aérea Francesa e foi um astronauta da CNES. Baudry nasceu nos Camarões, que na época era um colônia francesa e em 1985, veio a ser o segundo cidadão francês a ir ao espaço, depois de Jean-Loup Chrétien, quando voou pela NASA na missão STS-51-G. Baudry passou 7 dias, 1 hora e 38 minutos no espaço.
É Embaixador da Boa Vontade da UNESCO desde 1999 devido ao seu papel na educação de jovens através de seminários, conferências científicas e projectos nesta área.